# Krokek
Krokek est une localité suédoise de la commune de Norrköping.